# Preludia op. 23 (Rachmaninow)
Preludia op. 23 – zbiór dziesięciu preludiów na fortepian skomponowanych przez Siergieja Rachmaninowa w latach 1901-03. Premierowe wykonanie niektórych części cyklu przez autora miało miejsce  w Moskwie 10 lutego 1903. Kompozycje dedykowane zostały Aleksandrowi Silotiemu. Czas ich trwania  to ok. 35 minut.

## Lista utworów
(opracowano na podstawie materiału źródłowego)
- 1. fis-moll (Largo)
- 2. B-dur
- 3. d-moll (Tempo di minuetto)
- 4. D-dur (Andante cantabile)
- 5. g-moll (Alla marcia)
- 6. Es-dur (Andante)
- 7. c-moll
- 8. As-dur
- 9. es-moll
- 10. Ges-dur (Largo)